# Đurđenovac
Đurđenovac es un municipio de Croacia en el condado de Osijek-Baranya.

## Geografía
Se encuentra a una altitud de 107 m s. n. m. a 225 km de la capital nacional, Zagreb.

## Demografía
En el censo 2011 el total de población del municipio fue de 6 750 habitantes, distribuidos en las siguientes localidades:
- Beljevina - 712
- Bokšić - 433
- Bokšić Lug - 259
- Đurđenovac -  2 944
- Gabrilovac - 63
- Klokočevci - 428
- Krčevina - 115
- Ličko Novo Selo - 96
- Lipine - 68
- Našičko Novo Selo - 344
- Pribiševci - 390
- Sušine - 278
- Šaptinovci - 543
- Teodorovac - 77

| Gráfica de población de Đurđenovac 1857-2011                        |
|                                                                     |
| Según los censos de población de la oficina estadística de Croacia. |